# Planaire (zoologie)
Pour les articles homonymes, voir Planaire.

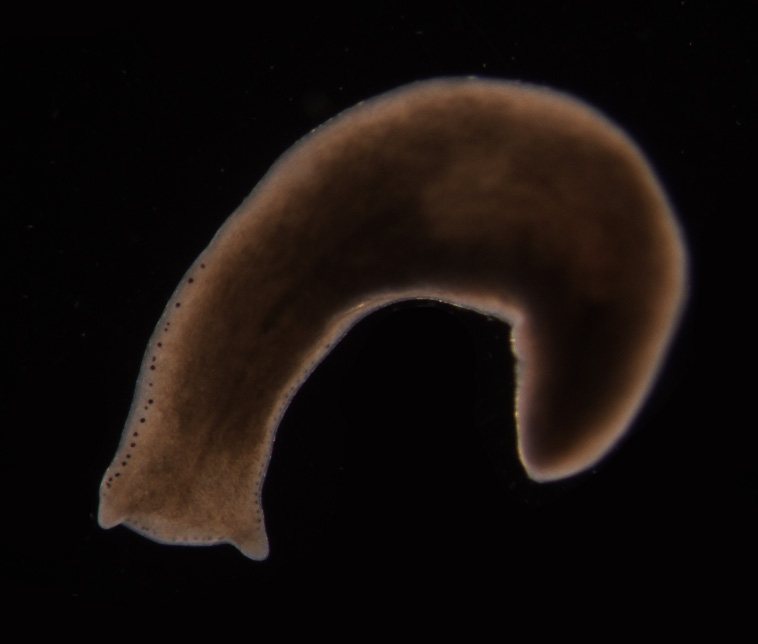
Polycelis felina, planaire des eaux douces.

Les planaires sont des vers plats aquatiques appartenant à plusieurs espèces dans le sous-embranchement des Rhabditophora (vers plats non exclusivement parasitaires). Elles peuvent être nageuses ou rampantes, et vivre en mer, en eau douce, ou dans les sols très humides (en forêt tropicale).

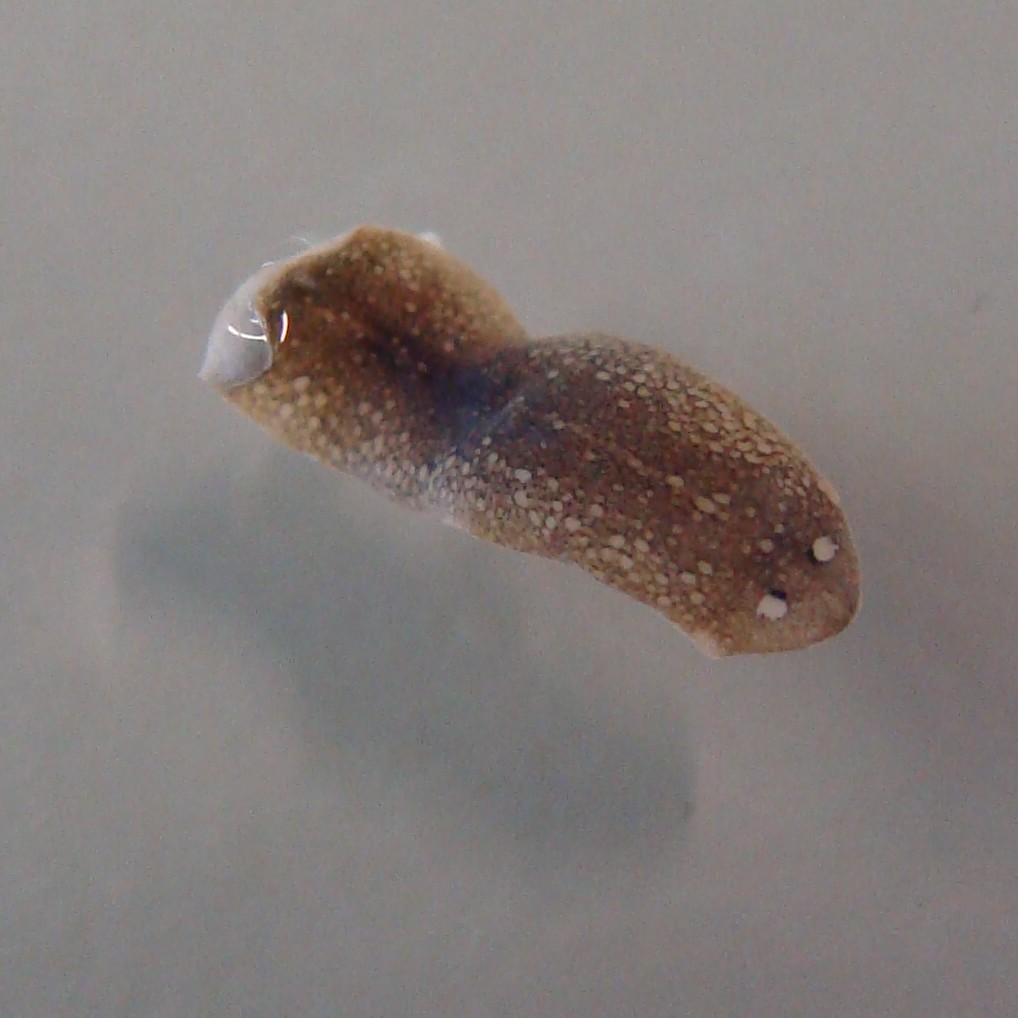
Girardia sp. (conservée dans de l'alcool)

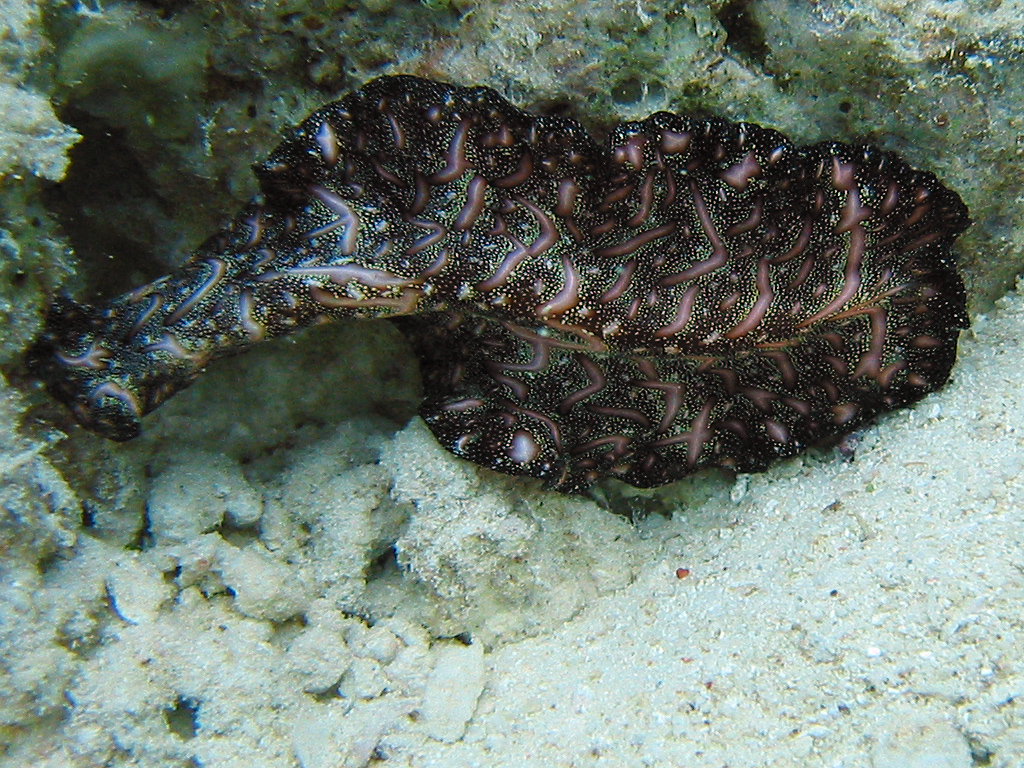
Pseudobiceros bedfordi (photographiée aux îles Maldives).

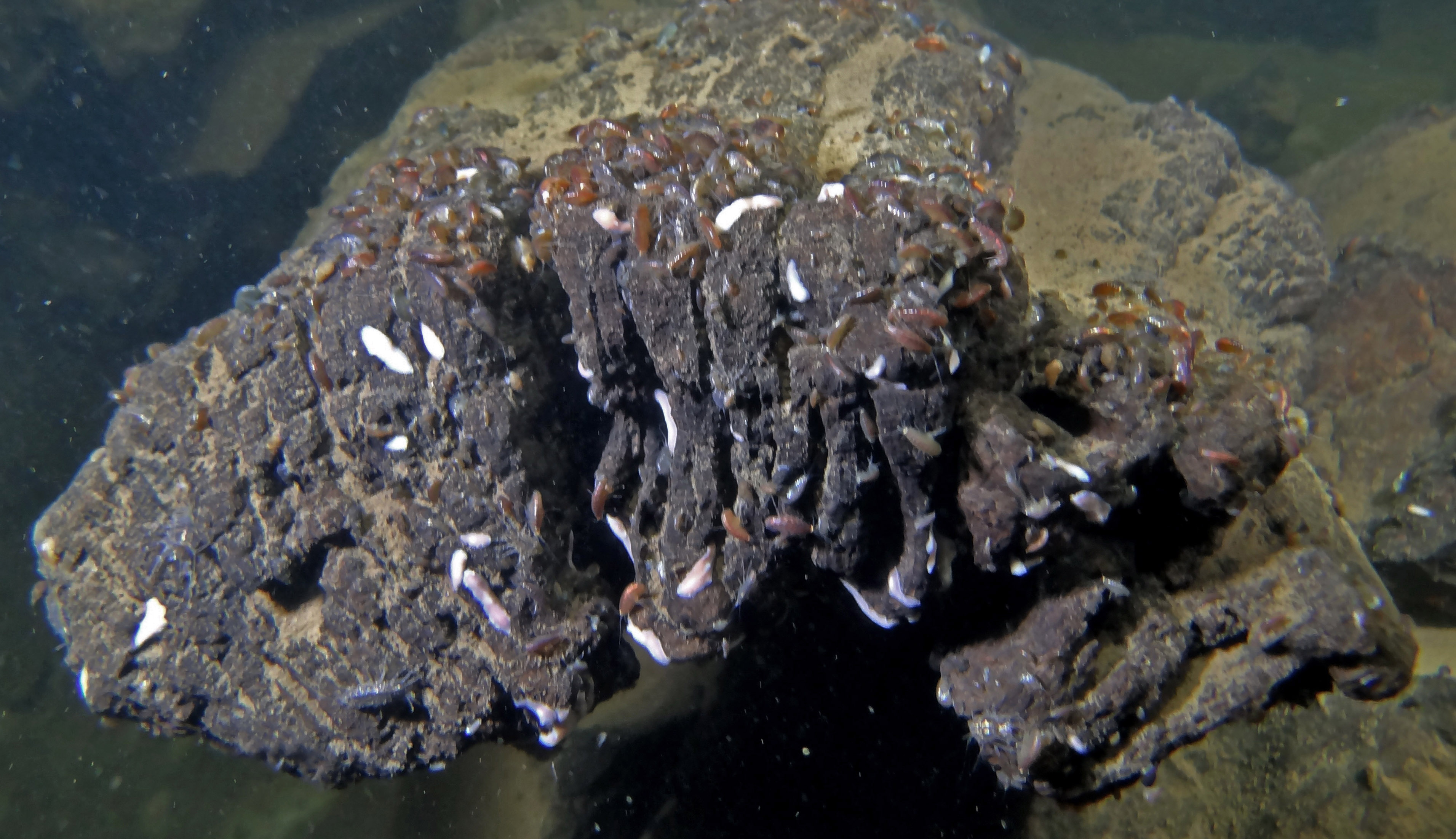
Planaires (blanches) accompagnées de gammares à -37 m dans une ancienne carrière inondée (Tournai, Belgique).

Pour leurs capacités de régénération, elles fascinent les scientifiques depuis leur description par Pallas en 1766 : si une partie d’une planaire est séparée du reste du corps, l'animal recrée dans son intégralité l’autre partie manquante. Ce phénomène de « fission transversale », également mis en jeu lors de la reproduction asexuée, existe chez d'autres animaux, métazoaires notamment, mais rares sont ceux qui peuvent rivaliser avec les planaires dans ce domaine ; en 1814, Dalyell (en) les juge quasiment immortelles face à la lame du couteau.

## Description

### Taxonomie
Le terme de « planaire » est utilisé de manière non standardisée pour désigner un certain nombre de vers plats, généralement dans l'embranchement des Plathelminthes. Il désigne principalement les Turbellaria non exclusivement parasitaires d'eau douce, soit les ex-Paludicola, mais est parfois utilisé pour les Turbellaria marins, voire pour tous les vers plats. Le genre Planaria comporte les espèces de planaires au sens le plus strict.

### Apparence
Dépassant rarement 4 cm de longueur, les planaires présentent des couleurs très variées. Elles se distinguent des nudibranches par l'absence de branchies et la très faible épaisseur de leur corps (moins d' 1 mm parfois), ce qui les rend très fragiles et délicates à manipuler.

### Ingestion de la nourriture
La planaire possède un pharynx, c'est-à-dire une structure musculaire utilisée à la fois pour l'ingestion et pour l'évacuation des aliments. Le pharynx débouche sur un tube digestif aveugle (dit incomplet) avec trois ramifications principales qui se répartissent dans tout le corps de l'animal.
Le système excréteur rudimentaire est constitué de protonéphridies à flamme vibratile qui permettent une filtration mécanique. Certaines cellules possèdent des cils vibratiles qui provoquent un appel d'eau. Comme la peau du planaire est très peu épaisse, les déchets métaboliques peuvent également être éliminés par simple diffusion osmotique.

### Respiration et circulation
Les plathelminthes ne possèdent pas d'appareil respiratoire ni de système circulatoire. L'oxygène, nécessaire au métabolisme cellulaire, et le dioxyde de carbone traversent le mince tégument de l'animal.

### Locomotion
La planaire possède un système complexe de muscles circulaires, longitudinaux et transversaux qui lui permettent de se déplacer par ondulation. La rigidité apparente de leur corps s’explique par l’agencement de leurs muscles, la possession d'un tissu interstitiel – le mésenchyme – un liquide interstitiel circulant dans ses lacunes ainsi que quelques cellules amiboïdes, formant ainsi un squelette hydrostatique,. 
En 2025, une équipe de chercheurs de l’École Polytechnique Fédérale de Lausanne et de l’Institut Max-Planck pour les systèmes intelligents a mis au point un robot nageur biomimétique s’inspirant de son mode de déplacement, destiné à la surveillance et à l'exploration des milieux aquatiques comme les récifs coralliens ou les bordures de lac. Pour ce robot mesurant quelque centimètres et pesant six grammes, cette méthode de propulsion offre les avantages d’être silencieuse – réduisant ainsi les perturbations causées aux écosystèmes étudiés – d'avoir une grande efficacité énergétique et une forte puissance de propulsion – il peut déplacer des objets pesant jusqu’à 16 fois sa propre masse – et de disposer d'une maniabilité exceptionnelle lui permettant de se faufiler entre les plantes aquatiques – il est capable de nager en arrière et latéralement.

### Protection
La planaire possède un épithélium unistratifié présentant des cellules caractéristiques appelées cellules à rhabdites qui sécrètent des substances répulsives contre les prédateurs.

### Récepteurs sensitifs
La planaire possède des yeux rudimentaires (photorécepteurs qui sont des ocelles) qui envoient leurs informations vers les ganglions cérébroïdes situés juste en dessous. Ces yeux sont rapidement régénérés avec le cerveau quand la tête de l'animal a été coupée.
La planaire est dotée d'un système nerveux central rudimentaire, dont les caractéristiques peuvent grandement varier selon l'espèce, même chez des planaires dont les formes, taille et apparence sont similaires.

## Reproduction

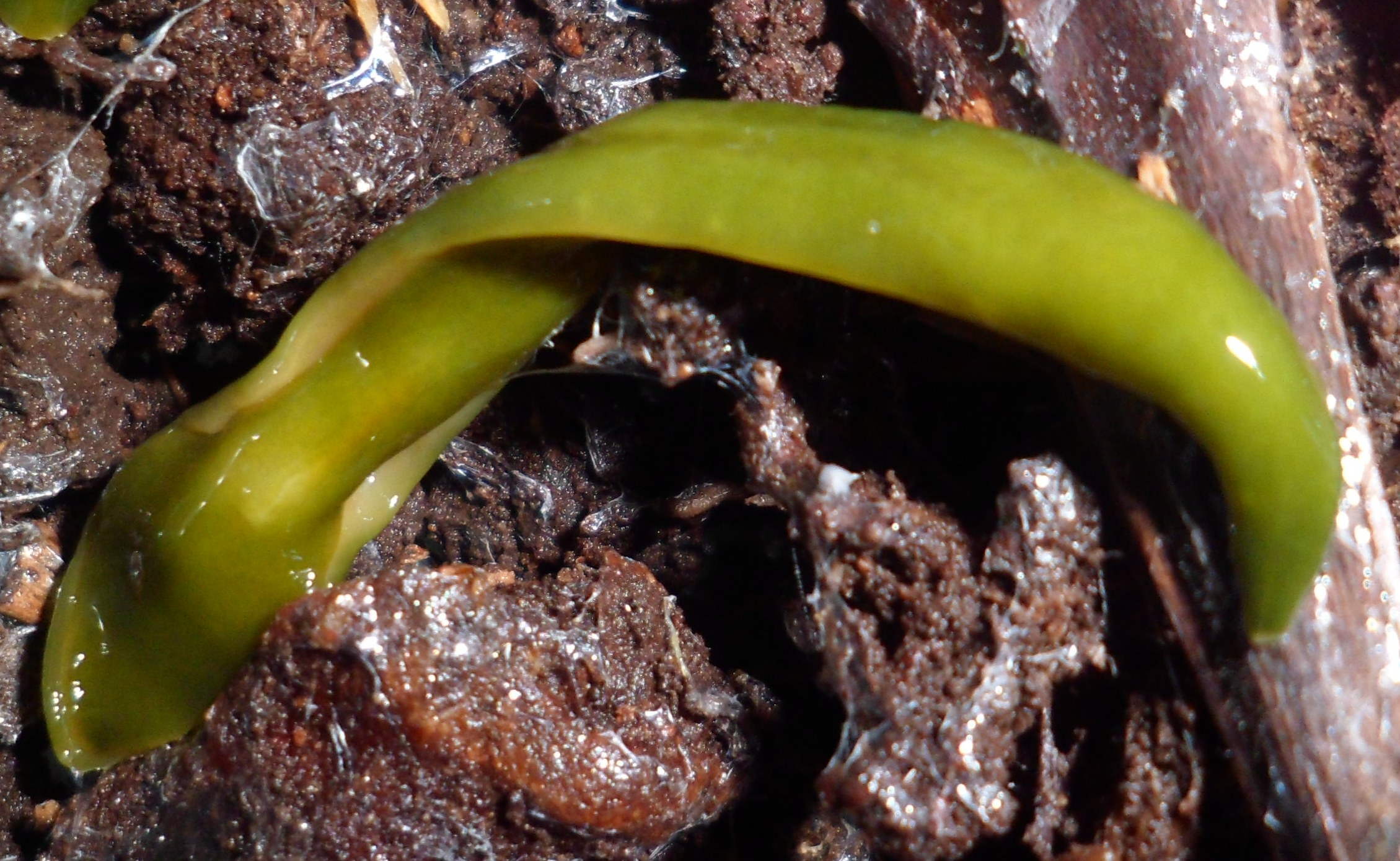
Accouplement de deux ', collés par leur face ventrale.

Les planaires sont hermaphrodites, c'est-à-dire qu'elles possèdent à la fois des organes reproducteurs mâle et femelle, et la fécondation est généralement croisée (pas d'autofécondation). Les testicules sont nombreux et se répartissent dans tout l'animal. Les ovaires sont constitués de glandes ovariennes et de glandes vitellogènes qui sécrètent le vitellus, une réserve nutritive pour les œufs.
Certaines planaires ont une autre particularité : leur appareil génital femelle ne donne pas sur l'extérieur. La copulation de deux individus revient donc à une perforation réciproque pour déposer des gamètes mâles. On parle de « fertilisation croisée » par « insémination hypodermique ». Les planaires sont protandres, c'est-à-dire que les gamètes mâles (spermatozoïdes) ne sont pas produits en même temps que les ovules mais avant, afin d'éviter l'autofécondation. Au cours de la copulation, les spermatozoïdes de chacun des partenaires sont stockés au niveau d'une structure particulière (la spermathèque) où ils resteront jusqu'à la formation d'un ovule mature (gamète femelle).
Les planaires peuvent également se reproduire de façon asexuée, par scissiparité.

## Régénération

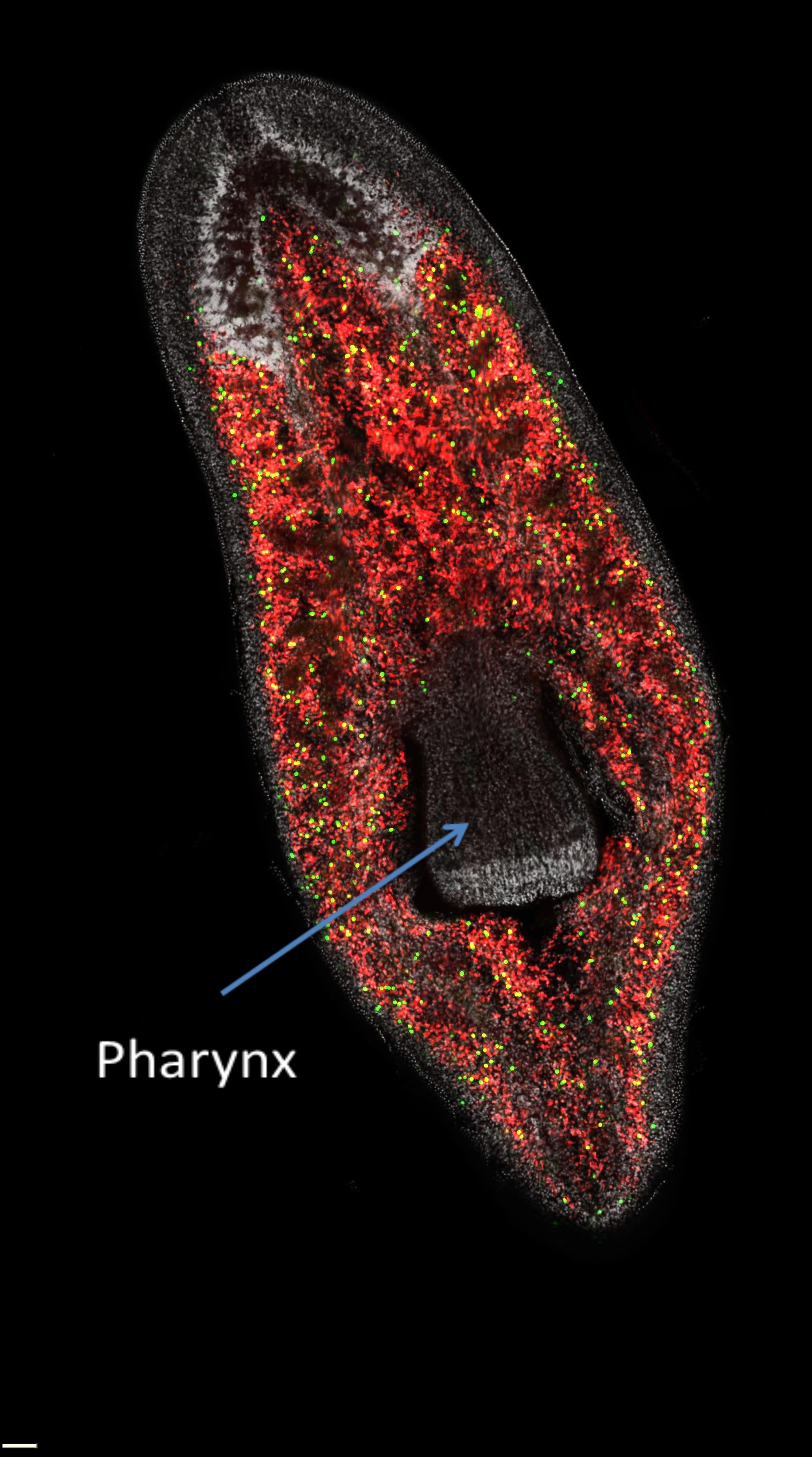
Mise en évidence chez Schmidtea mediterranea des néoblastes, les cellules régénératrices des planaires (en rouge). Elles sont présentes dans tout leur organisme, à l'exception du pharynx.

Après les publications de Randolph (1897) et de Morgan (1898, 1900), d'autres scientifiques ont étudié, depuis plus d'un siècle, qu'en cas de section traumatique du corps, les planaires bénéficient de capacités de régénération rapide et facile, du système nerveux, du corps et de ses fonctions, inhabituelle pour le monde animal. Même un très petit morceau suffit à régénérer un organisme entier (Morgan en 1898 a écrit avoir réussi à régénérer un organisme entier en quelques jours à partir d'un fragment équivalent à 1/279e de planaire Planaria maculata).
Si un ver planaire coupé en deux régénère la partie corps et la partie tête sur chacun des morceaux, deux individus sont donc créés.
Ce mécanisme fait notamment intervenir des neurohormones et neuromediateurs (qui ont alors ici au moins un rôle morphogénique) avec par exemple la sérotonine et des catécholamines chez Polycelis tenuis, la dopamine ou la sérotonine dans d'autres cas,,,,,. Le rôle de la noradrénaline n'a pas été confirmé, mais son antagoniste le propranolol freine ou empêche la régénération.
La partie centrale d'un ver dont le gène de la β-caténine a été inhibé, puis coupé en 3 parties égales (tête, centre, et queue) régénérera deux têtes, à chaque extremité.
Pour toutes ces raisons, certaines planaires sont devenues des espèces modèles très utilisées pour l'étude de la régénération neuronale, relancée dans les années 1990-2000 par l'apparition de nouveaux outils de biologie moléculaire et de la génétique.

## Immunologie
La capacité des planaires à éliminer des agents pathogènes tels que le staphylocoque doré ou les agents de la tuberculose en fait un objet d'études pour des projets d'amélioration des traitements chez l'humain,.

## Mémoire
Dans les années 1960, le chercheur américain James Mc Connell avait décrit des capacités originales d'apprentissage chez les planaires. Il en avait déduit une thèse hardie de « bases biochimiques de la mémoire », qui a fait couler beaucoup d'encre. Les résultats de Mc Connell, qui peuvent être soumis à de nombreuses critiques méthodologiques, restent très controversés et son hypothèse biochimique de la mémoire, reprise ultérieurement par d'autres auteurs, n'a pas entraîné la conviction du monde scientifique.
Cependant, une publication de The Journal of experimental biology datée du 2 juillet 2013 semble accréditer de nouveau cette thèse en décrivant l'expérience menée par une équipe de l'université Tufts dans le Massachusetts. Placées dans des conditions particulières, les planaires ont pu « apprendre » à retrouver de la nourriture dans un environnement spécifique. L'expérience a été renouvelée à 10 jours d'intervalle pour vérifier que l'animal avait bien conservé la mémoire de l'endroit où se trouvait la nourriture, ces 10 jours correspondant au temps de repousse de la tête. Ensuite les vers ont été décapités et, après la repousse de la partie du corps contenant le cerveau, ils ont de nouveau, dans les mêmes conditions, retrouvé leur nourriture et ce, beaucoup plus rapidement que des vers non décapités mais qui n'avaient, eux, pas été entrainés. L'article de The Journal of experimental biology propose l'hypothèse qu'un savoir né de l'entraînement a réussi à « s'imprimer » dans les néoblastes, ces cellules souches à partir desquelles le ver plat va recréer sa partie amputée (dont les neurones cérébraux et les photorécepteurs).
Dans un article datant de 1961 sur un journal publiant les recherches en cours dans différents secteurs, il est ressorti que la capacité de mémorisation des planaires sur des expériences de stimulation était transmise à leur descendance directe après une division au scalpel. La partie incisée possédant la tête repoussera en créant sa queue et l'autre partie incisée donnera naissance à la tête de l'animal, de même manière qu'une incision double de l'animal recréera sa tête et sa queue. Ces descendants auront les mêmes réactions que leurs congénères qui ont subi les expériences précédentes, en prenant pour exemple une stimulation lumineuse suivi d'un choc électrique. Cette capacité immédiate de mémorisation a entraîné la curiosité de nombreux chercheurs dans le domaine de la mémoire.

### Vidéographie
- (en) John D. Chan, Jonathan S. Marchant, Pharmacological and Functional Genetic Assays to Manipulate Regeneration of the Planarian Dugesia japonica, Department of Pharmacology and The Stem Cell Institute, University of Minnesota Medical School ; et traduction automatique en français